# Tyranozaury
Tyranozaury (Tyrannosauridae) – rodzina dużych drapieżnych dinozaurów (teropodów) z grupy celurozaurów.
Żyły w Ameryce Północnej i Azji w późnej kredzie. Ich kończyny przednie były zredukowane (2 lub 3 zachowane palce), zaś czaszka osiągała znaczne rozmiary (do 1,5 m długości), a szczęki uzbrojone były w masywne piłkowane zęby o prawie okrągłym przekroju poprzecznym. W połączeniu z rozbudowaną tylną częścią czaszki mieszczącą silne mięśnie szczęk zapewniało to możliwość miażdżenia kości ofiar z siłą niespotykaną u większości współczesnych drapieżników. Duża głowa, potężne szczęki i nożowate zęby zdają się wskazywać, że nie potrzebowały do pomocy kończyn przednich, a ich głównymi ofiarami były zapewne niewyposażone w żaden oręż obronny hadrozaury.
Według alternatywnej hipotezy, tyranozaury były raczej padlinożercami niż aktywnymi drapieżnikami, tym bardziej że miały stosunkowo małe kończyny przednie i nie były zdolne do rozwijania tak wysokich prędkości, jak np. ornitomimozaury.
Rodzina Tyrannosauridae składa się z dwóch podrodzin:

- Albertosaurinae
  - albertozaur
  - gorgozaur
- Tyrannosaurinae
  - alioram
  - daspletozaur
  - Dynamoterror[2]
  - Lythronax[3]
  - Nanuqsaurus[4]
  - Qianzhousaurus[5]
  - tarbozaur
  - Teratophoneus[6]
  - Thanatotheristes[7]
  - tyranozaur
  - Zhuchengtyrannus[8]